# Tacuarembó FC
A Tacuarembó Fútbol Club egy uruguayi labdarúgócsapat, melyet Tacuarembó városában, 1999-ben hoztak létre.